# Subramania sundara
Subramania sundara är en svampart som beskrevs av D. Rao & P.Rag. Rao 1964. Subramania sundara ingår i släktet Subramania, divisionen sporsäcksvampar och riket svampar.   Inga underarter finns listade i Catalogue of Life.